# Far Corporation
Far Corporation – brytyjska grupa muzyczna założona przez Franka Fariana. Nazwa pochodzi od skrótu "Frank Farian Corporation". Najbardziej znany utwór tej formacji to "Stairway to Heaven" z 1985 roku.

## Dyskografia

### Albumy
- Division One - The Album (1985)
- Solitude (1994)

### Single
- "Stairway To Heaven" (1985)
- "You Are The Woman" (1986)
- "Fire And Water" / "You Are The Woman" (1986)
- "One By One" (1987)
- "Sebastian" (1987)
- "Rainy Days" (1994)